# James Plotkin
James Plotkin – amerykański gitarzysta metalowy i producent.

## Dyskografia[1]

### Twórczość solowa
- James Plotkin - A Strange, Perplexing - 1996
- James Plotkin - The Joy Of Disease - 1996
- James Plotkin / Pole - Split Series #8 (withdrawn version) - 2000
- James Plotkin / Pimmon - Split Series #8 - 2000
- James Plotkin - Kurtlanmak/Damascus - 2006
- James Plotkin - Indirmek - 2007

### Współpraca
- James Plotkin & Kazuyuki K Null - Aurora - 1994
- Jimmy Plotkin & Alan Dubin (2X self titled 7"'s) - 1995
- James Plotkin & K.K. Null - Aurora Remixes - 1996
- James Plotkin & Mick Harris - Collapse - 1996
- James Plotkin & Mark Spybey - A Peripheral Blur - 1999
- James Plotkin & Brent Gutzeit - Mosquito Dream - 1999
- James Plotkin & David Fenech - Strings and Stings compilation - 1999
- James Plotkin & Tim Wyskida - 8 Improvisations - 2006

### ZOLD
- Old Lady Drivers - 1988
- Assück / O.L.D. - Split - 1990
- Lo Flux Tube - 1991
- The Musical Dimensions Of Sleastak - 1991
- Hold On To Your Face - 1993
- Formula - 1995

### ZScorn
- Evanescence - 1994
- Anamnesis - Rarities 1994 - 1997

### Z Namanax
- Audiotronic - 1997
- Monstrous - 1998
- Gummo - o/s/t 199?

### Z Flux
- Protoplasmic - 1997

### ZKhanate
- Khanate- 2001
- Live WFMU 91.1 - 2002
- No Joy (Remix) - 2003
- Things Viral - 2003
- KHNTvsSTOCKHOLM - 2004
- Live Aktion Sampler - 2004
- Capture & Release - 2005
- It's Cold When Birds Fall From The Sky - 2005
- Clean Hands Go Foul - 2009

### ZPhantomsmasher
- Phantomsmasher - Atomsmasher - 2001
- Phantomsmasher  s/t - 2002
- Phantomsmasher - Podsjfkj Pojid Poa w/ Venetian Snares remix (7" EP) - 2002

### ZKhlyst
- Chaos Is My Name  cd - 2006
- Chaos Live dvd - 2008